# The Washington Post
«Ва́шингтон пост» (англ. The Washington Post переводится как «Вашингтонская почта») — американская ежедневная газета. Издаётся в городе Вашингтоне. Крупнейшая газета столицы США, также входит в число старейших и влиятельных. Содержит срочные новости, репортажи на национальные и международные темы, очерки и комментарии. Лозунг газеты «Демократия умирает во тьме» начал появляться на его главном заголовке в 2017 году.
На 2024 год газета получила 76 Пулитцеровских премий, в том числе шесть отдельных премий в 2008 году, только The New York Times в 2002 году смогла получить больше премий за один год — семь наград.

## История

### Основание и ранний период
Газета была основана в 1877 году Стилсоном Хатчинсом. Начала издаваться 6 декабря 1877 тиражом 10 тыс. экземпляров. Газета содержала четыре страницы и стоила три цента. В 1880 году она добавила воскресный выпуск, став первой городской газетой, выходящей 7 дней в неделю. Джозеф Пулицер писал для Post, пока временно жил в Вашингтоне.
В 1899 году, в разгар Испанско-Американской войны, газета опубликовала классическую иллюстрацию Клиффорда Берримена (англ. Clifford K. Berryman) «Remember the Maine», которая стала боевым кличем для американских моряков во время войны. В этом же году Хатчинс продает газету Фрэнку Хаттону, члену Республиканского Кабинета министров, и Берии Уилкинсу, бывшему конгрессмену-демократу. В 1893 Хаттон и Уилкинс перевели редакцию Post в новое здание, рядом с Национальным театром. После смерти Уилкинса в 1903 году, его сыновья Джон и Роберт руководили Вашингтон Пост в течение двух лет.
В 1905 году газету купил Джон Р. Маклин (John R. McLean) владелец компании Cincinnati Enquirer. Под его руководством издание увеличило свой доход, а также объёмы рекламы, однако потеряло свой авторитет у читающей публики из-за приверженности Маклина Демократической партии США. В 1916 году Джон Р. Маклин умер и владельцем газеты стал его сын Эдвард. Но тот не оправдал доверия отца. При нём газета обанкротилась.

### Период Мейера — Грэм
1 июня 1933 газета была продана на специальном аукционе финансисту из Калифорнии Юджину Мейеру (Eugene Meyer), который восстановил репутацию газеты. Неопытность Мейера в издательском бизнесе сначала стоила ему немалых денег, но через некоторое время газета приобрела популярность и стала приносить огромную прибыль. С течением времени к газете прибавились другие издания, в том числе журнал Newsweek, радио WTOP, телевизионный канал во Флориде, а также был перекуплен единственный конкурент газеты в Вашингтоне — Washington Times-Herald. Так возникла медиаимперия Юджина Мейера.
В 1946 году президент США Гарри Трумэн сделал Мейера первым президентом Всемирного банка. Однако этот пост не интересовал бизнесмена, и когда его задача по организации работы банка была выполнена, Мейер снова вернулся в кресло председателя совета директоров Washington Post.
В 1947 году была основана компания Washington Post, президентом которой стал Филипп Л. Грэм (Philip L. Graham) — муж дочери Мейера Кэтрин Грэм.
В 1954 году газета укрепила свои позиции за счёт слияния с конкурирующим изданием The Washington Times-Herald.
Должность руководителя Грэм занимал до своей смерти в 1963 году, после чего президентом компании стала Кэтрин Грэм. При ней Washington Post продолжила развивать своё господство в мире массмедиа, компания приобрела акции телеканала ABC в Майами, а также WFSB-TV в Коннектикуте.
В 1971 году «Вашингтон пост» начала продажу своих акций на Нью-Йоркской фондовой бирже. В том же году газета прославилась своим участием в публикации тайных документов Пентагона. В 2018 году об этом скандале режиссер Стивен Спилберг снял фильм «Секретное досье».
В 1972 году газета сыграла ключевую роль в Уотергейтском скандале, который закончился отставкой президента Ричарда Никсона. Журналисты издания Боб Вудворд и Карл Бернстайн опубликовали серию материалов о группе хакеров, предположительно связанных с администрацией Никсона, которые проникли в штаб демократического кандидата в президенты Джорджа Макговерна в столичном отеле «Уотергейт». Взломщики пытались установить прослушивающие устройства.
В 1973 году Кэтрин Грэм была избрана председателем совета директоров и главным исполнительным директором компании «Вашингтон пост». В 1976 году её сын Дональд Грэм был назначен вице-президентом и генеральным директором газеты, в 1979 году он стал владельцем газеты «Вашингтон пост». В ноябре 1983 года на всей территории США начал выходить национальный еженедельник «Вашингтон пост». В 1991 году Дональд Грэм был назначен главным исполнительным директором компании «Вашингтон пост», сохраняя при этом кресло издателя газеты. В 1993 году Дональд Грэм стал председателем правления компании «Вашингтон пост», оставаясь при этом в должности генерального директора и издателя газеты «Вашингтон пост». Кэтрин Грэм стала председателем исполнительного комитета компании «Вашингтон пост». В июне 1996 года «Вашингтон пост» запустила свой официальный сайт washingtonpost.com. В 2000 году владельцем газеты стал Буафейе Джонс-младший (Boisfeuillet Jones, Jr), а Дональд Грэм занял пост председателя «Вашингтон пост». До 2002 года выпускала, вместе с «Нью-Йорк таймс», газету «Интернашенал геральд трибюн». С 2003 года в европейской версии газеты «Уолл-стрит джорнэл» начали публиковаться материалы из «Вашингтон пост».
Самым известным эпизодом в богатой истории газеты стали публикации, подстегнувшие Уотергейт — один из крупнейших политических скандалов в истории США. Репортёры газеты Боб Вудвард и Карл Бернстин, таким образом, сыграли заметную роль в отставке президента Ричарда Никсона. По этим событиям был снят фильм «Вся президентская рать» с Робертом Редфордом и Дастином Хоффманом в роли Вудворда и Бернстина.
В 1980 году газета опубликовала драматическую историю под названием «Мир Джимми», описывающие жизнь восьмилетнего героинового наркомана в Вашингтоне, за которую репортер Джанет Кук получила Пулицеровскую премию. Последующее расследование, однако, выяснило, что история была выдумкой. Пулицеровская премия была возвращена.
Журналисты Post получили 47 Пулицеровских премий, 6 из них в 2008 году, 18 стипендий Нимана и 368 призов Ассоциации фотографов Белого дома.

### Период Джеффа Безоса
В августе 2013 года газета была приобретена Джеффри Безосом за $250 млн. Вместе с Washington Post Безос купил целый ряд других печатных СМИ: The Express, The Gazette Newspapers, Southern Maryland Newspapers, Fairfax County Times, El Tiempo Latino и Greater Washington Publishing. Причиной продажи стало неудовлетворительное финансовое положение подразделения печатных СМИ Washington Post Co. В 2002 году печатные СМИ принесли компании свыше $100 млн прибыли, в то время как по итогам 2012 года операционный убыток подразделения составил $54 млн, а выручка за последние 10 лет сократилась более чем на 30 %. Новый владелец газеты объявил о предстоящих переменах, пообещав в то же время, что не будет вмешиваться в работу издания так же активно, как управляет своим интернет-бизнесом.
По состоянию на май 2013 года, средний тираж недели «Вашингтон пост» составлял 474 767 экз. (в 2005 году общий тираж издания 752 тыс. экз., а тираж воскресного выпуска составлял 1001 тыс. экз.), что делает её седьмой газетой в стране по величине тиража, после «USA Today», «Wall Street Journal», «The New York Times».
В январе 2025 г. издание покинула обладательница Пулитцеровской премии Энн Телнаес после того, как её карикатура была отклонена впервые за время работы в газете. На рисунке были изображены преклоняющие колена и дарящие мешки с деньгами статуе президента США Дональда Трампа Джефф Безос, корпоративный талисман The Walt Disney Company Микки Маус, основатель Meta Марк Цукерберг, исполнительный директор OpenAI Сэм Альтман и владелец Los Angeles Times Патрик Сун-Шионг. Редактор отдела мнений Дэвид Шипли завяил, что карикатура была отклонена из-за публикации на эту тему колонки и запланированной к выходу ещё одной в жанре сатиры. В феврале 2025 года Джефф Безос официально изменил редакционную политику раздела мнений, в результате чего редактор этого раздела уволился.

## Современное состояние
Газета входит в число ведущих ежедневных изданий США, наряду с «Нью-Йорк таймс», известной в свою очередь международными репортажами, «Wall Street Journal», специализирующейся на экономических публикациях, и газетой «Лос-Анджелес таймс». «Вашингтон пост», в свою очередь, зарекомендовала себя репортажами о политических событиях Белого дома, Конгресса и других побочных аспектах деятельности американского федерального правительства. Газета является одной из немногих американских газет с иностранными бюро, расположенными в Багдаде, Боготе, Каире, Гонконге, Исламабаде, Иерусалиме, Кабуле, Лондоне, Мехико, Москве, Найроби, Нью-Дели, Париже, Шанхае, Тегеране и Токио. В ноябре 2009 года «Вашингтон Пост» объявила о закрытии своего американского регионального бюро — в Чикаго, Лос-Анджелесе и Нью-Йорке. Газета имеет региональные филиалы в штате Мэриленд (Аннаполис, округ Монтгомери, графство принца Джорджа, Южный штат Мэриленд) и Вирджинии.
С понедельника по пятницу, а также в субботу выпуски газеты включают в себя следующие разделы:
- Основной раздел: первая страница, национальные и международные новости, бизнес, политика, редакционные статьи и мнения
- Раздел, содержащий местные новости
- Раздел «Стиль», содержащий публикации на тему поп-культуры, политики, изобразительного и исполнительского искусства, кино, моды и сплетен, а также авторские советы и комиксы
- Спортивный раздел
- Рекламный раздел

Воскресные издания в значительной степени включают в себя те же разделы, что и с понедельника по пятницу, а также рубрики «Авторское мнение», «Искусство», «Путешествия», комиксы, программу телевидения и журнальное приложение The Washington Post Magazine.
Воскресный формат немного отличается от будничного: выходит в формате таблоида и содержит больше развлекательных материалов.
Дополнительные еженедельные разделы появляются в будние дни: Здоровье & Наука — во вторник, кулинария — в среду, советы по уходу за домом и садом — в четверг, и в выходные дни, анонс местных мероприятий — в пятницу.
Медиагруппа Washington Post (англ. The Washington Post Writers Group) — пресс-синдикат, объединяющий аналитиков, карикатуристов, создателей комиксов и колумнистов. Служба находится в ведении «Вашингтон пост», предоставляет информационные услуги газетам и журналам во всем мире. Создана в 1973 году. В состав медиагруппы входят: Юджин Робинсон (англ. Eugene Robinson), Чарльз Краутхаммер, Кэтлин Паркер (англ. Kathleen Parker), Юджин Дайон (англ. E. J. Dionne), Джордж Уилл (англ. George Will) и Рут Маркус.

## Политическая позиция
С 1960-е по 1980-е годы газета часто критиковала политику руководства США с левых позиций, за что консерваторы называли её «„Правдой“ на Потомаке», а директор ФБР Эдгар Гувер сравнивал с «Daily Worker». Кроме того, в своей редакционной политике близка к позициям, занимаемым Демократической партией США. В XXI веке перешла на более правые позиции банковского и оружейного лобби; так, в ней было размещено 27 редакционных передовиц с поддержкой намерения Джорджа Буша-младшего начать войну в Ираке.
За две недели до президентских выборов 2024 г. газета по решению владельца отказалась от публичной поддержки одного из кандидатов. Генеральный директор и издатель Уилл Льюис объяснил решение как возвращение к корням газеты, годами позиционировавшей себя как «независимая». После этого за несколько дней 200 тыс. человек аннулировали свою цифровую подписку (8 % от физических и цифровых подписчиков), Также из издания уволился ряд колумнистов. Post была вынуждена применить стратегию «отыгрыша» (англ. win-back), чтобы вернуть ушедших подписчиков в число платящих клиентов.
26 февраля 2025 г. Безос объявил о серьёзных изменениях в разделе «Мнения», заявив, что теперь Washington Post будет выступать за «личные свободы и свободные рынки» и не будет публиковать противоположные точки зрения по этим темам. Из-за этих перемен издание покинул редактор отдела Дэвид Шипли, при котором и его предшественнике Фреде Хайатте газета публиковала самые разные взгляды как левых, так и правых. По оценке The New York Times, новое направление раздела мнений является сдвигом газеты вправо, перекликаясь с тем, что долгое время было неофициальным девизом консервативного The Wall Street Journal: «Свободные рынки, свободные люди».

## Отзывы и критика
По словам журналиста газеты «Коммерсантъ» Евгения Жирнова «один из ветеранов службы активных мероприятий рассказывал корреспонденту Ъ, что, несмотря на все усилия, им не удалось опубликовать свои материалы только в одном издании — газете The Washington Post».
7 июля 2018 года президент США Дональд Трамп в социальной сети Twitter заявил, что такие газеты как The New York Times и The Washington Post обречены покинуть рынок массмедиа из-за склонности к созданию фальшивых новостей. По его мнению обе эти газеты являются не более, чем средством пропаганды на службе у компании Amazon и в связи с этим он призвал Twitter в рамках общей политики по закрытию фальшивых учётных записей избавиться от аккаунтов этих СМИ.
В сентябре 2018 года газета The Washington Post была уличена в распространении сфабрикованных новостей, направленных против президента Трампа. Одной из таких фальшивок стало сообщение о том, что администрация Д. Трампа якобы систематически отказывается выдавать латиноамериканским эмигрантам паспорта, обвиняя их в использовании поддельных свидетельств о рождении. После реакции госдепартамента газете пришлось несколько раз отредактировать это сообщение и опубликовать длинную редакторскую заметку, поясняющую все изменения.
В 2018 году газета получила Пулитцеровскую премию за «неиссякаемый репортаж из общественного источника в общественных интересах, который значительно способствовал пониманию вмешательства России в президентские выборы 2016 года и её связи с кампанией Трампа, переходной группой избранного президента и его будущей администрацией».

## Марш
- В 1889 году американский композитор Джон Филип Суза по заказу новых тогда владельцев газеты написал марш The Washington Post[англ.] для церемонии награждения конкурса эссе и рекламной кампании газеты для новых владельцев.